# 第2次メルケル内閣

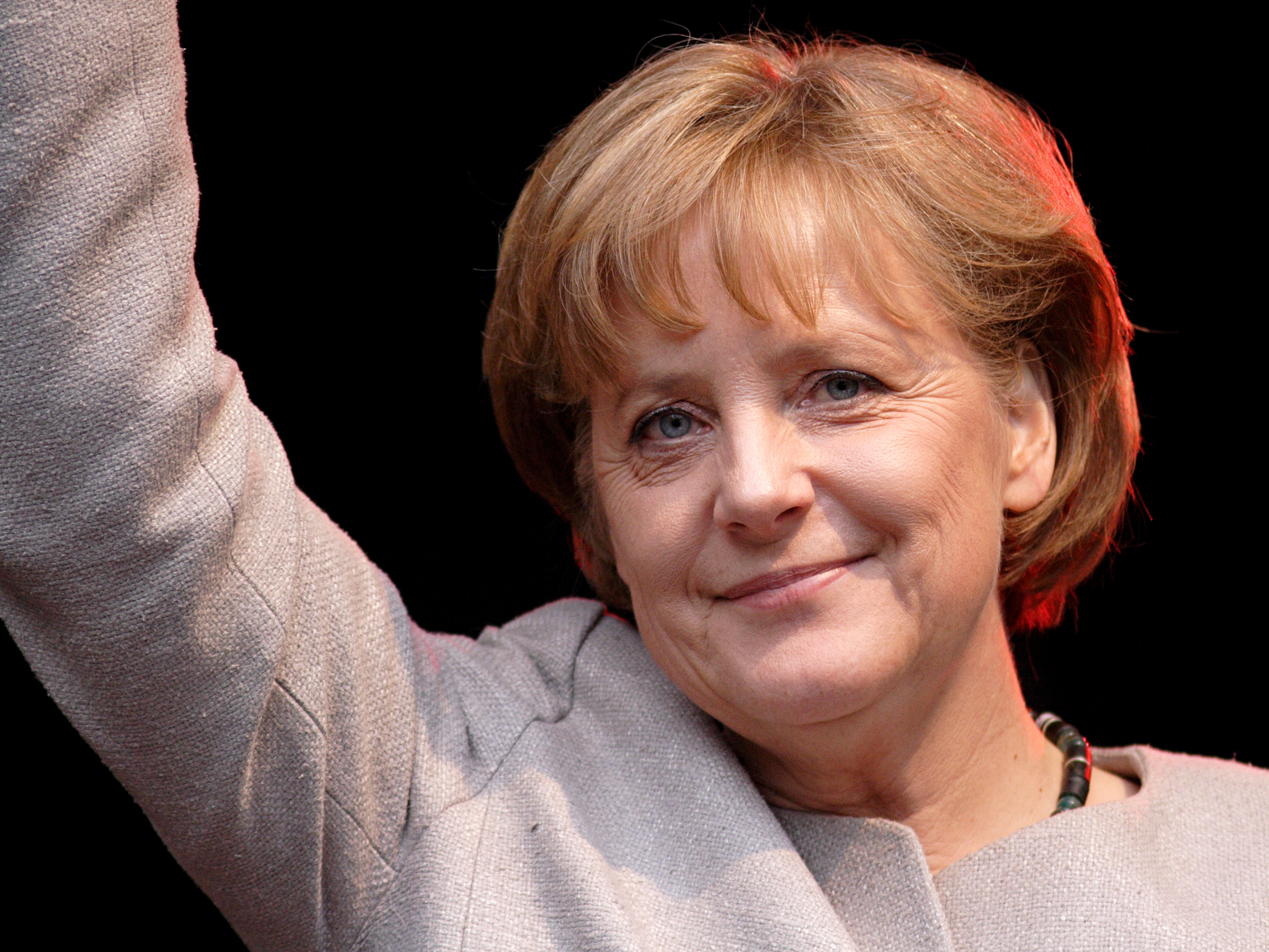
アンゲラ・メルケル

第2次メルケル内閣（だいにじメルケルないかく、ドイツ語: Kabinett Merkel II）は、第17代ドイツ連邦議会で、2009年10月28日から2013年12月17日までの間のドイツ政府である。キリスト教民主主義者であるアンゲラ・メルケル (ドイツ史上初の女性首相)が率いる。ドイツキリスト教民主同盟 (CDU)とキリスト教社会同盟 (CSU) と自由民主党 (FDP)の連立によりサポートされており、第1次メルケル内閣を継いだ。2013年12月17日から、第3次メルケル内閣が発足した。

## 構成
この連邦内閣は、以下の閣僚で構成されている。
| 役職                           | 画像 | Incumbent                                    | 政党 | 任期                               |
| ------------------------------ | ---- | -------------------------------------------- | ---- | ---------------------------------- |
| 連邦首相                       |      | Dr. アンゲラ・メルケル                       | CDU  | 2005年11月22日 - 第3次メルケル内閣 |
| 副首相                         |      | Dr. ギド・ヴェスターヴェレ                   | FDP  | 2009年10月28日 - 2011年5月18日     |
| 副首相                         |      | Dr. フィリップ・レスラー                     | FDP  | 2011年5月18日 - 2013年12月17日     |
| 外務大臣                       |      | Dr. ギド・ヴェスターヴェレ                   | FDP  | 2009年10月28日 - 2013年12月17日    |
| 内務大臣                       |      | Dr. トーマス・デメジエール                   | CDU  | 2009年10月28日 - 2011年3月3日      |
| 内務大臣                       |      | ハンス＝ペーター・フリードリヒ               | CSU  | 2011年3月3日 - 2013年12月17日      |
| 司法大臣                       |      | ザビーネ・ロイトホイサー・シュナレンベルガー | FDP  | 2009年10月28日 - 2013年12月17日    |
| 財務大臣                       |      | Dr. ヴォルフガング・ショイブレ               | CDU  | 2009年10月28日 - 第3次メルケル内閣 |
| 経済・技術大臣                 |      | ライナー・ブリューデルレ                     | FDP  | 2009年10月28日 - 2011年5月12日     |
| 経済・技術大臣                 |      | Dr. フィリップ・レスラー                     | FDP  | 2011年5月12日 - 2013年12月17日     |
| 労働・社会大臣                 |      | Dr. フランツ・ヨーゼフ・ユング               | CDU  | 2009年10月28日 - 2009年11月27日    |
| 労働・社会大臣                 |      | Dr. ウルズラ・フォン・デア・ライエン         | CDU  | 2009年11月30日 - 2013年12月17日    |
| 食品・農業・消費者保護大臣     |      | イルゼ・アイグナー                           | CSU  | 2008年10月31日 - 2013年9月30日     |
| 国防大臣                       |      | カール＝テオドール・ツー・グッテンベルク     | CSU  | 2009年10月28日 - 2011年3月3日      |
| 国防大臣                       |      | Dr. トーマス・デメジエール                   | CDU  | 2011年3月3日 - 2013年12月17日      |
| 家族・老人・女性・青少年大臣   |      | Dr. ウルズラ・フォン・デア・ライエン         | CDU  | 2005年11月22日 - 2009年11月30日    |
| 家族・老人・女性・青少年大臣   |      | Dr. クリスティナ・シュレーダー               | CDU  | 2009年11月30日 - 2013年12月17日    |
| 保健大臣                       |      | Dr. フィリップ・レスラー                     | FDP  | 2009年10月28日 - 2011年5月12日     |
| 保健大臣                       |      | ダニエル・バール                             | FDP  | 2011年5月12日 - 2013年12月17日     |
| 交通・建設・都市開発大臣       |      | Dr. ペーター・ラムザウアー                   | CSU  | 2009年10月28日 - 2013年12月17日    |
| 環境・自然保護・原子炉安全大臣 |      | Dr. ノルベルト・レットゲン                   | CDU  | 2009年10月28日 - 2012年5月22日     |
| 環境・自然保護・原子炉安全大臣 |      | Dr. ペーター・アルトマイヤー                 | CDU  | 2012年5月22日 - 2013年12月17日     |
| 教育・研究大臣                 |      | アンネッテ・シャーヴァン                     | CDU  | 2005年11月22日 - 2013年2月14日     |
| 教育・研究大臣                 |      | ヨハンナ・ヴァンカ                           | CDU  | 2013年2月14日 - 第3次メルケル内閣  |
| 経済協力大臣                   |      | ディルク・ニーベル                           | FDP  | 2009年10月28日 - 2013年12月17日    |
| 特命大臣, 首相府長官           |      | ローラント・ポファッラ                       | CDU  | 2009年10月28日 - 2013年12月17日    |